# Vladimír Vedra
Vladimír Vedra (3. března 1926 Moravské Budějovice – 29. ledna 1995 Praha) byl český a československý politik Komunistické strany Československa a poslanec Sněmovny lidu a Sněmovny národů Federálního shromáždění za normalizace.

## Biografie
Po vyučení strojním zámečníkem vstoupil v roce 1945 do KSČ a angažoval se především v Československém svazu mládeže, kde mezi lety 1960 až 1963 působil jako předseda ústředního výboru. Vedle politických funkcí byl například mezi lety 1975–1983 předsedou Československého mysliveckého svazu. Jeho politická kariéra vyvrcholila po invazi vojsk Varšavské smlouvy do Československa za normalizace. 17. sjezd KSČ ho zvolil členem Ústředního výboru Komunistické strany Československa. Po federalizaci Československa usedl do Sněmovny lidu Federálního shromáždění. Mandát nabyl až dodatečně v říjnu roku 1969. Uvádí se tehdy jako vedoucí oddělení státních orgánů Ústředního výboru Komunistické strany Československa. 
Ve volbách roku 1971 přešel do Sněmovny národů (volební obvod Jihlava-Třebíč). Mandát obhájil ve volbách roku 1976 a volbách roku 1981. V lednu 1986 mu byl propůjčen Řád Vítězného února. Ve volbách roku 1986 se vrátil do Sněmovny lidu a působil pak jako její předseda. Ve Federálním shromáždění setrval až do ledna 1990, kdy rezignoval na poslanecký post v rámci procesu kooptace do Federálního shromáždění po sametové revoluci. Již předtím v prosinci 1989 rezignoval na funkci předsedy Sněmovny lidu.